# 優美な屍骸
優美な屍骸（ゆうびなしがい、フランス語: le cadavre exquis）とは、シュルレアリスムにおける作品の共同制作の手法で、複数の人間が互いに他の人間がどのようなものを制作しているかを知ることなしに自分のパートだけを制作するというもの。文章、詩、絵画などでおこなわれる。
このような制作手法により、個々の共同制作者の誰も予想できなかったような、意外な作品が出現することになる。これは、シュルレアリスムにおける「集団の意思の重視」という思想と親近性を持つ。
より具体的には以下のとおりである。4人で共同制作する例を考える。

## 詩の例
4人が、それぞれ1行ずつを、詩の一部分として書く。4人それぞれが書きあがったところで、4人の分を並べて、1つの詩にする。または、1人が紙に1行を書き、自分が書いた1行を見えないようにして次の者にわたし、これを繰り返して、全体を完成する。

## 絵画の例
紙を4つに折り曲げ、他の3人が何を描いたか見えないように折ったまま、自分のパートのみを描く。ただし、他の部分とつながっていなくては絵として成り立ちにくいので、他のパートとの「つなぎめ」だけは見えるようにしておく。4人が描いた時点で、紙を広げれば、完成した絵を見ることができる。

## 名称の由来
「優美な屍骸」という名称の由来であるが、共同で文章を制作中に、前の部分と後の部分をつなげたところ、“Le cadavre exquis boira le vin nouveau.”（優美な屍骸は新しい葡萄酒を飲むだろう）という予想外の言葉が出現したため、当事者たちがこれを高く評価し、この手法の名称を「優美な屍骸」としたといわれている。

## 近年の作品の例

### アート
- 『The Narrative Corpse』(Gates of Heck 1995）- アート・スピーゲルマンと R. Sikoryakが共同編集した69人の漫画家によるコミックチェーンストーリー。
- 『Breaking Boredom Project』(2008) -  エジプトカイロで実施されたグラフィックデザインのプロジェクト。

### 映画・テレビ
- 『Mysterious Object at Noon』(2000) - アピチャートポン・ウィーラセータクン監督によるタイの映画。ドキュメンタリーとフィクションの混合物でこの手法を使用している。
- 『The Exquisite Corpse Project』(2000) - 5人の脚本家による長編コメディ映画。それぞれの脚本家は自分の担当するパートの前後5ページしか確認できないという制約の元で脚本を執筆した。

### 音楽
- 1940年代、作曲家のジョン・ケージ 、ヴァージル・トムソン、ヘンリー・カウエル、ルー・ハリソンがこの手法で曲を作った。曲は後にロバート・ヒューズによってアレンジされ、 パーティー・ピースとして発表された[1]。